# Grevilleoideae
Grevilleoideae es una subfamilia de plantas de la familia Proteaceae.

## Descripción
Las especies en Grevilleoideae crecen como árboles, arbustos o subarbustos. Todas ellas son muy variables, por lo que es imposible proporcionar una clave de identificación de diagnóstico simple para la subfamilia. Una común y bastante característica para el diagnóstico es la aparición de flores en parejas que comparten un común las brácteas. Sin embargo, algunos taxones de Grevilleoideae no tienen esta propiedad, pues aparecen con flores solitarias o inflorescencias de flores no pareadas. En la mayoría de los taxones las flores se producen en cabezas densamente pobladas o picos, y el fruto es un folículo.

## Distribución y hábitat
Grevilleoideae es una subfamilia que se encuentra esencialmente en el hemisferio sur. El principal centro de diversidad es Australia, con alrededor de 700 de 950 especies que habitan allí. Hay pocos taxones de Grevilleoideae; sorprendentemente, en Sudáfrica, casi todos los taxones de Proteaceae que existen pertenecen a la subfamilia Proteoideae.

## Tribus y géneros
- Tribu: Banksieae Rchb.
  - Géneros: Austromuellera - Banksia - †Banksieaeformis - †Bankieaeidites - †Banksieaephyllum - Dryandra - Musgravea
- Tribu: Embothrieae Rchb.
- Géneros: Buckinghamia - Embothrium - Lomatia - Opisthiolepis - Oreocallis - Strangea - Stenocarpus - Telopea
- Tribu: Grevilleeae Endl.
  - Géneros: Finschia - Grevillea - Hakea
- Tribu: Helicieae L.A.S.Johnson & B.G.Briggs
  - Géneros:  Helicia - Hollandaea - Triunia - Xylomelum
- Tribu: Knightieae L.A.S.Johnson & B.G.Briggs
  - Géneros:  Cardwellia - Darlingia - Eucarpha - Knightia
- Tribu: Macadamieae Venk.Rao
  - Géneros: Athertonia - Brabejum - Euplassa - Floydia - Gevuina - Heliciopsis - Hicksbeachia - Kermadecia - Lambertia - Lasjia - Macadamia - Malagasia - Panopsis - Roupala - Sleumerodendron - Turillia - Virotia
- Tribu: Oriteae Venk.Rao
  - Géneros: Orites